# Колесников, Василий Тимофеевич
Василий Тимофеевич Колесников (1899, Ямская слобода, Курская губерния — 18 мая 1942, Лодейнопольский район, Ленинградская область) — советский военный деятель.

## Биография
Родился в 1899 году. Член РКП(б) с 1918 года, русский.
В 1917 году в Красную Гвардию, в 1918 — в Красную Армию. С мая 1922 года — военком санчасти 14-й кавалерийской дивизии (1-я Конная армия), с ноября 1923 — военком Ростовского военного госпиталя. В июле 1926 года назначен военкомом Батайского уездного военкомата, в ноябре 1927 — военкомом Моздокского райвоенкомата.
С февраля 1930 года, по окончании курсов «Выстрел», — политрук 6-й роты 66-го стрелкового полка, с июля того же года — командир роты 2-го стрелкового полка.
С 1931 года — на политработе: ответственный секретарь парторганизации 1-го стрелкового полка, с марта 1933 — помощник по политчасти командира 2-го стрелкового полка (1-я Московская Пролетарская стрелковая дивизия). С мая 1937 года — военком 51-го стрелкового полка, с сентября 1937 — начальник политотдела 55-й Курской стрелковой дивизии имени К. Е. Ворошилова.
4—17 сентября 1939 года исполнял должность военкома 9-го стрелкового корпуса, с 17 сентября 1939 — военком 14-го стрелкового корпуса. В 1940 году присвоено звание «бригадный комиссар».
С 17 февраля по июнь 1941 года — член Военного совета Архангельского военного округа. С 25 июня 1941 — член Военного совета 28-й армии.
Избирался депутатом Верховного Совета РСФСР 1-го созыва.
Умер в 243 медсб 18 мая 1942 года от кровоизлияния в мозг. Похоронен в братской могиле у моста через р. Каномка по дороге из г. Лодейное Поле в с. Люговичи.

### Семья
Жена — Валентина Васильевна Колесникова.
Дочь — Тамара Васильевна Колесникова